# テレフォンショッピング
テレフォンショッピングまたはテレホンショッピング（Telephone shopping）は、通信販売のうち、電話の利用を推奨する業者によるサービスの呼び方。主にテレビやラジオといった放送媒体で使われる呼称である。日本文化センターなどが商品紹介の冒頭に「テレホンショッピング」とアナウンスしているほかは、放送媒体に応じて「テレビショッピング」「ラジオショッピング」と呼称されることが多いためにあまり使われない。